# Portada/article juliol 17

## Reacció en cadena de la polimerasa
La reacció en cadena de la polimerasa (coneguda com a PCR, l'acrònim anglès de polymerase chain reaction) és una tècnica de biologia molecular l'objectiu de la qual és obtenir un gran nombre de còpies d'un fragment d'ADN específic a partir d'una quantitat mínima. Avui en dia, la tecnologia és capaç de fer-ho a partir d'una sola còpia. El procés fou descobert el 1983 per Kary Banks Mullis, guardonat amb el Premi Nobel de Química.
Aquesta tècnica serveix per amplificar un fragment d'ADN. La seva utilitat rau en el fet que després de l'amplificació resulta molt més fàcil d'identificar amb una gran precisió els virus o organismes que causen les malalties. També serveix per identificar cadàvers i per a la investigació científica sobre l'ADN amplificat. Aquests usos derivats de l'amplificació l'han convertit en una tècnica molt estesa, amb el consegüent abaratiment de l'equip necessari per dur-la a terme.